# 马厂镇 (镇宁县)
马厂镇，是中华人民共和国贵州省安顺市镇宁布依族苗族自治县下辖的一个乡镇级行政单位。
2012年，贵州省人民政府批复同意撤销马厂乡，设置马厂镇。

## 行政区划
马厂镇下辖以下地区：
马场村、浪荡村、小河村、茂良村、上巴地村、纳墩村、龙潭村、凡旗村、张官村、吴官村、八河村、旗山村、牛田村、本寨村和下巴地村。